# Aiguille d'Argentière
Pour l’article homonyme, voir Aiguille d'Argentière (massif des Arves).
L'aiguille d'Argentière est un sommet du massif du Mont-Blanc, entre le département français de Haute-Savoie et le canton suisse du Valais, culminant à 3 898 ou 3 900 mètres d'altitude.
Elle est caractérisée par le glacier de Saleinaz sur son versant nord-est, un glacier de 6 km de longueur, et le glacier du Milieu, sur son versant sud-ouest, une grande étendue glaciaire entre deux hautes arêtes.

## Alpinisme

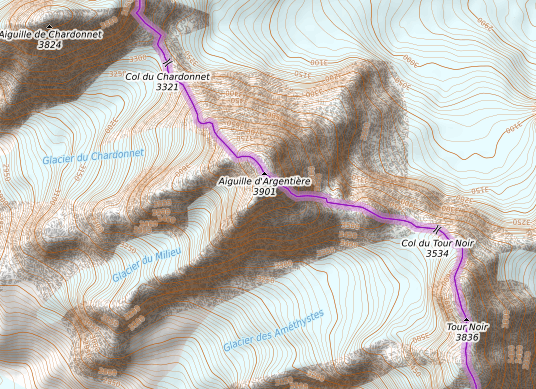
Carte topographique de l'aiguille.

### Histoire
- 1864 : première ascension par Edward Whymper et Anthony Adams Reilly avec les guides Michel Croz, Michel-Clément Payot et H. Charlet par le versant ouest et l'arête nord-ouest, le 15 juillet.
- 1967 : directissime de la face nord-est par Heini Holzer.
- 2012 : Stéphane Brosse y trouve la mort alors qu'il était en train de traverser le mont Blanc avec Kílian Jornet, Sébastien Montaz-Rosset et Bastien Fleury.

### Voies d'ascension
L'aiguille d'Argentière abrite plusieurs voies très variées tant dans le style (rocher, neige, glace, arête) que dans la difficulté (PD+ à ED).

#### Voies normales
La voie historique (couloir Whymper) est délaissée pour le glacier du Milieu, actuelle voie normale, plus généralement pratiquée à ski.
Le refuge d'Argentière se rejoint par le téléphérique des Grands Montets et la traversée du glacier d'Argentière. Il convient ensuite de remonter le glacier du Milieu, entre les deux arêtes Straton et du Jardin.

#### Arêtes
- Arête NW, AD, 600 m
- Arête Straton
- Arête du Jardin
- Arête de Flèche Rousse

#### Face Nord
- Face Nord, classique D, 650 m

#### Voies rocheuses
L'aiguille d'Argentière et ses satellites comportent de nombreuses voies rocheuses ouvertes récemment.

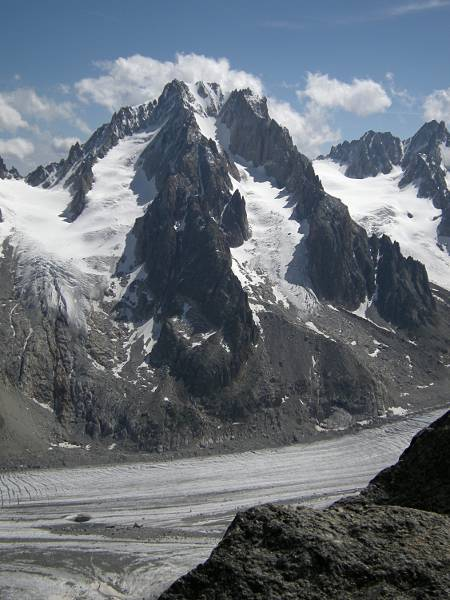
Versant sud-ouest de l'aiguille d'Argentière avec, à gauche, le glacier du Chardonnet, au centre le glacier du Milieu, à droite le glacier des Améthystes et en bas le glacier d'Argentière.